# Bronschhofen
Bronschhofen es una comuna suiza del cantón de San Galo, ubicada en el distrito de Wil. Limita al norte con las comunas de Bettwiesen (TG), Tobel-Tägerschen (TG) y Braunau (TG), al noreste con Wuppenau (TG), al sureste con Zuzwil, al sur con Wil, y al oeste con Münchwilen (TG).

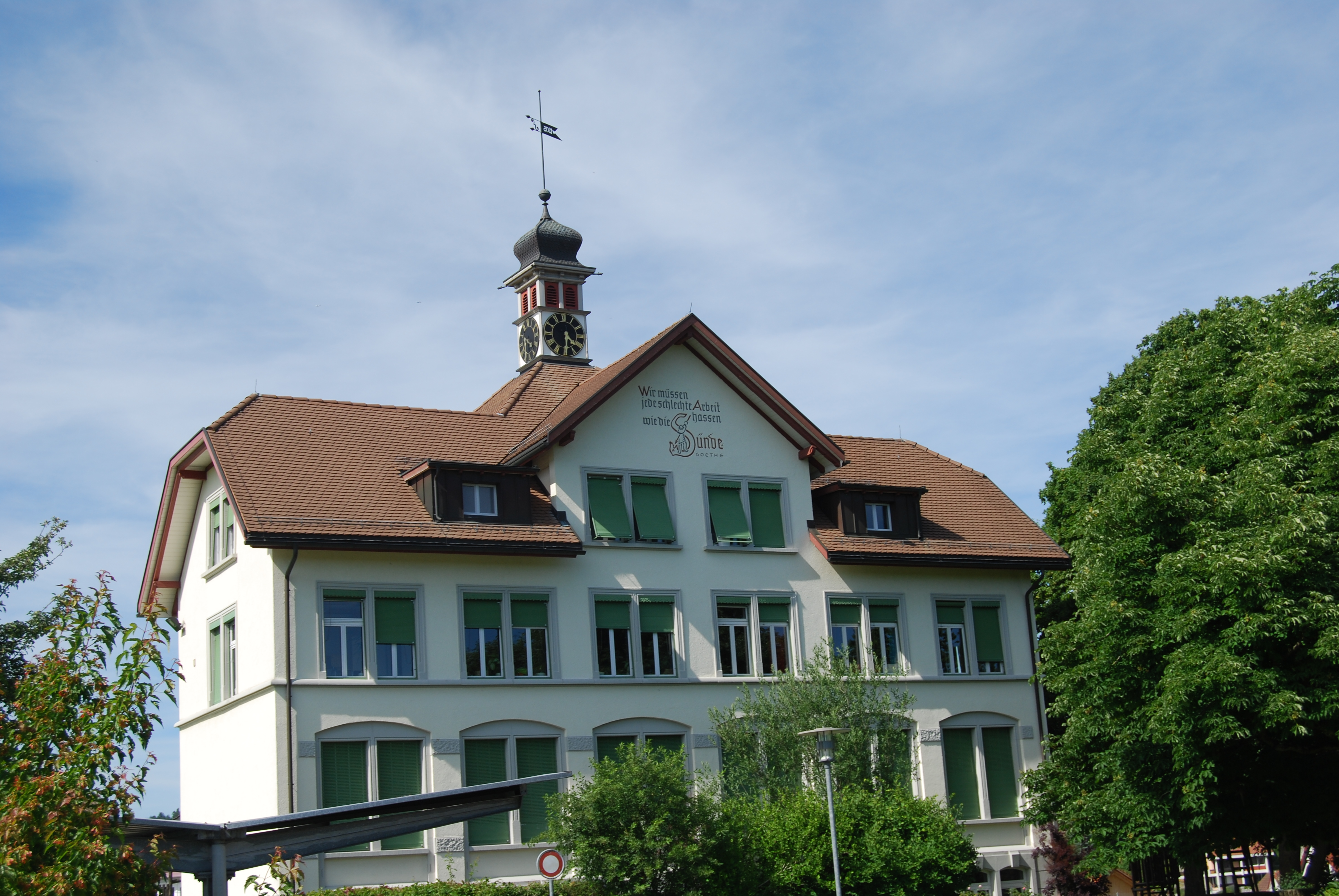
Bronschhofen